# 方條Yutori
（2月2日—）是日本女性漫画家、插畫家，出身於廣島縣。妹妹為漫畫家望月菓子）。 

## 作品

### 漫畫
- 迷想區域（日语：迷想区閾；出版社：史克威爾艾尼克斯；代理商：尚禾；共兩冊）
- 暮蟬悲鳴時 綿流篇（原作、監修：龍騎士07；出版社：史克威爾艾尼克斯）
- 暮蟬悲鳴時解 目明篇（原作、監修：龍騎士07；出版社：史克威爾艾尼克斯）
- 暮蟬悲鳴時 （故事：多上厚志；原作：《暮蟬悲鳴時》〈龍騎士07/07th Expansion〉）
- 學園Nightmare（学園ナイトメア）
- 海賊×王子

### 插畫
- （作者：大渡鴉；收錄於語咄し編|）
- （作者：多上厚志；收錄於語咄し編2）
- （作者：DADA SEIDEN；收錄於語咄し編3）

### 其他
- 夏日風暴（小林尽原作）　- 負責電視動畫第2話END CARD插畫。
- （一迅社、漫畫選集） - 封面。

## 外部連結
- （日語）方條ゆとり+望月菓子web site （页面存档备份，存于）
- （日語）方條ゆとり (yutorih) on Twitter （页面存档备份，存于）

## 引用
1. ↑  名前 ゆとり, 女の子の漢字名前, お名前辞典 ; 名前 ゆとり, 男の子の漢字名前, お名前辞典